# Stadhuis Halle

Zicht op het historisch stadhuis van Halle, met op de voorgrond het beeld van componist en cellist Adrien François Servais

Het stadhuis op de Grote Markt van Halle in de Belgische provincie Vlaams-Brabant is een negentiende-eeuwse versie van het oorspronkelijke historisch gebouw van 1616. Het wordt gekenmerkt door een traditionele stijl met renaissance-invloeden. Door een Koninklijk Besluit van 30 december 1933 werd het een beschermd monument. In 1994 werd het nieuwe stadhuis aan het Oudstrijdersplein in gebruik genomen. Sindsdien heeft het historische stadhuis slechts een representatieve functie. In 2018 startte een grondige restauratie.

## Voorloper

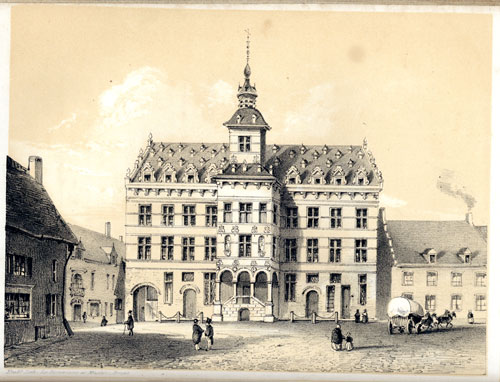
Zicht op het stadhuis voor de restauratie, tevens het oudste zich op het historisch stadhuis dat gekend is (1840)

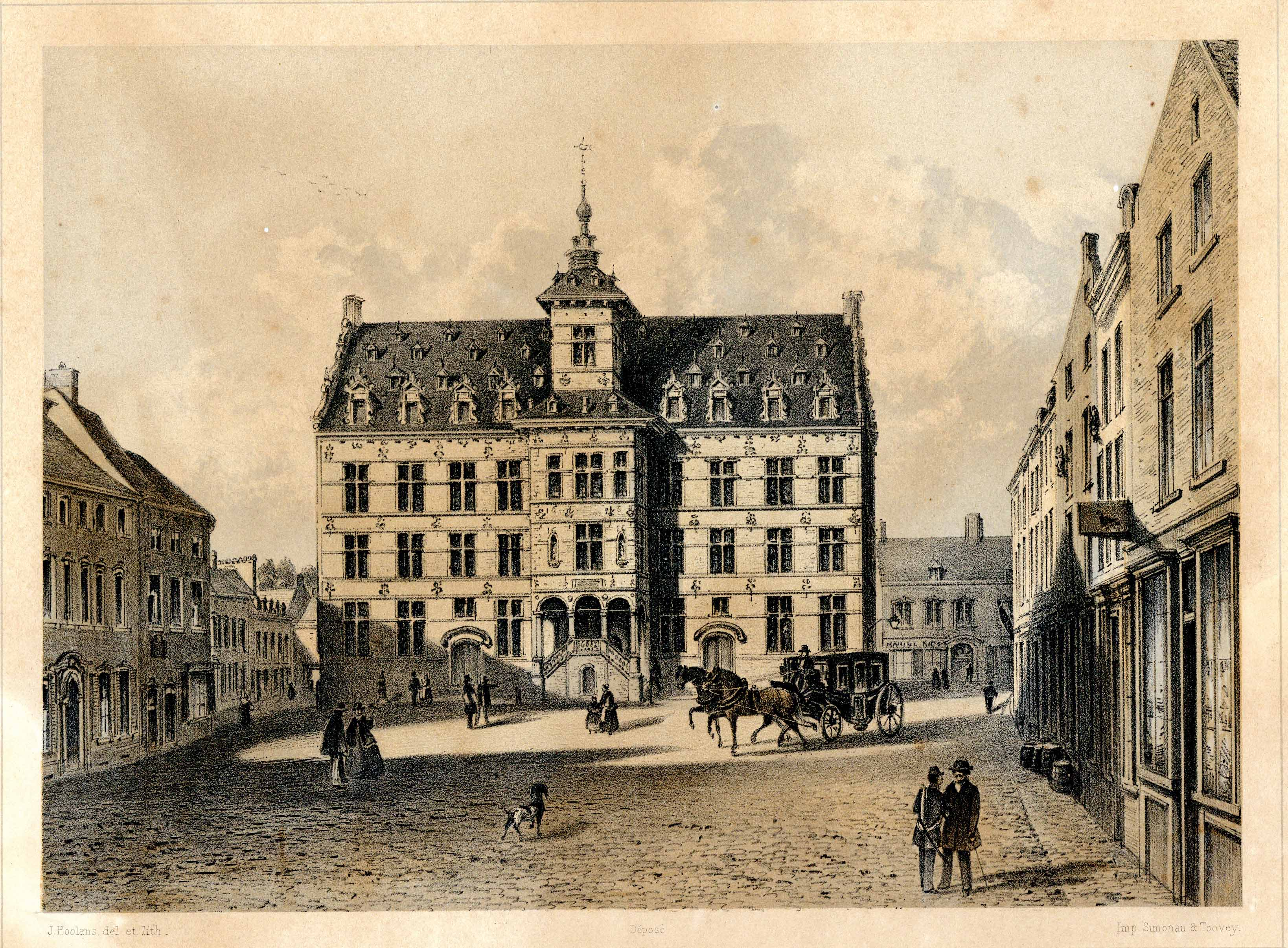
Het oudste zicht op het stadhuis van Halle na restauratie (1863)

De vroegste vermelding van een stadhuis dateert van 1432. Toen gaf Filips de Goede vierentwintig eiken balken om een stadhuis en hallen te bouwen. Over het eerste stadhuis is erg weinig bekend. Het gebouw werd verwoest in 1595, en tussen 1608 en 1616 heropgebouwd in Vlaamse renaissancestijl, een samengaan van gotiek, renaissance en barok. In 1798 werd het stadhuis weer geplaagd door brand. Deze kon geblust worden, maar de rechterzijgevel stortte wel in 1809 in. Het herstel vond plaats in 1811 onder leiding van architect Werry.

## Huidig gebouw
Rond 1850 was het monument zo bouwvallig, dat het stadsbestuur tot een volledige restauratie besliste. Niet minder dan 100.000 Boomse bakstenen werden gebruikt om het stadhuis een vernieuwd uitzicht te bezorgen en de stabiliteit ervan te verzekeren.  Ook de topgevels werden vernieuwd en versierd met voluten en pinakels. In de voorgevel werden op het gelijkvloers de deur- en vensteropeningen aangepast om de symmetrie in de gevel te realiseren.
De buitenrestauratie was het werk van architect Louis De Curte ( 1817- 1891), die ook de basiliek had gerestaureerd en provinciaal architect Louis Spaak ( 1804-1893). In het interieur werden de houten planken vloeren en het schrijnwerk vernieuwd. De belangrijkste vernieuwing aan het interieur was het werk van architect Tilman- François Suys ( 1783-1861). Hij verving er een smalle houten trap door een indrukwekkende bordestrap in blauwe arduin met Toscaanse zuilen. Hij was geïnspireerd op de eretrap van het kasteel van Mariemont en ook op de trap van Michelangelo in de Bibliotheca Laurentiana in Firenze.
Op oude gravures kan men links van de ingang de toegangspoort zien die naar de binnenkoer leidde. Het stadhuis was vroeger het sluitstuk van een gebouwencomplex dat langs de achterzijde een hotel, het schild van Bourgondië, een graanbeurs, een overdekte slachterij met een twintigtal beenhouwers, een brouwerij, een café en een vismarkt omvatte rond een binnenkoer. Deze bijgebouwen werden allen gesloopt in 1860.
Het gerestaureerde stadhuis blijft formeel een belangrijke getuigen van de burgerlijke architectuur van de zeventiende eeuw. Maar tegelijk biedt het een beeld van de manier waarop onze grote architecten van de negentiende eeuw omgingen met historische gebouwen. Hun wijzigingen en toevoegingen zijn een onderdeel van de negentiende-eeuwse architectuurproductie en een belangrijke fase in de geschiedenis van het stadhuis.

## Exterieur
In de gevel werden bij de restauratie twee beeldhouwwerken van Frans Duquesnoy geplaatst, de Rechtvaardigheid en de Waarheid, eind jaren 1860 vervangen door twee beelden met hetzelfde thema van de hand van beeldhouwer Cyprien Godebsky. Hij was getrouwd met de dochter van de Halse cellist François Servais, van wie het standbeeld oor het stadhuis staat. Het belfort wordt bekroond met een sierlijk klokkentorentje. De klok diende om het stadsbestuur op te roepen voor de gemeenteraad.

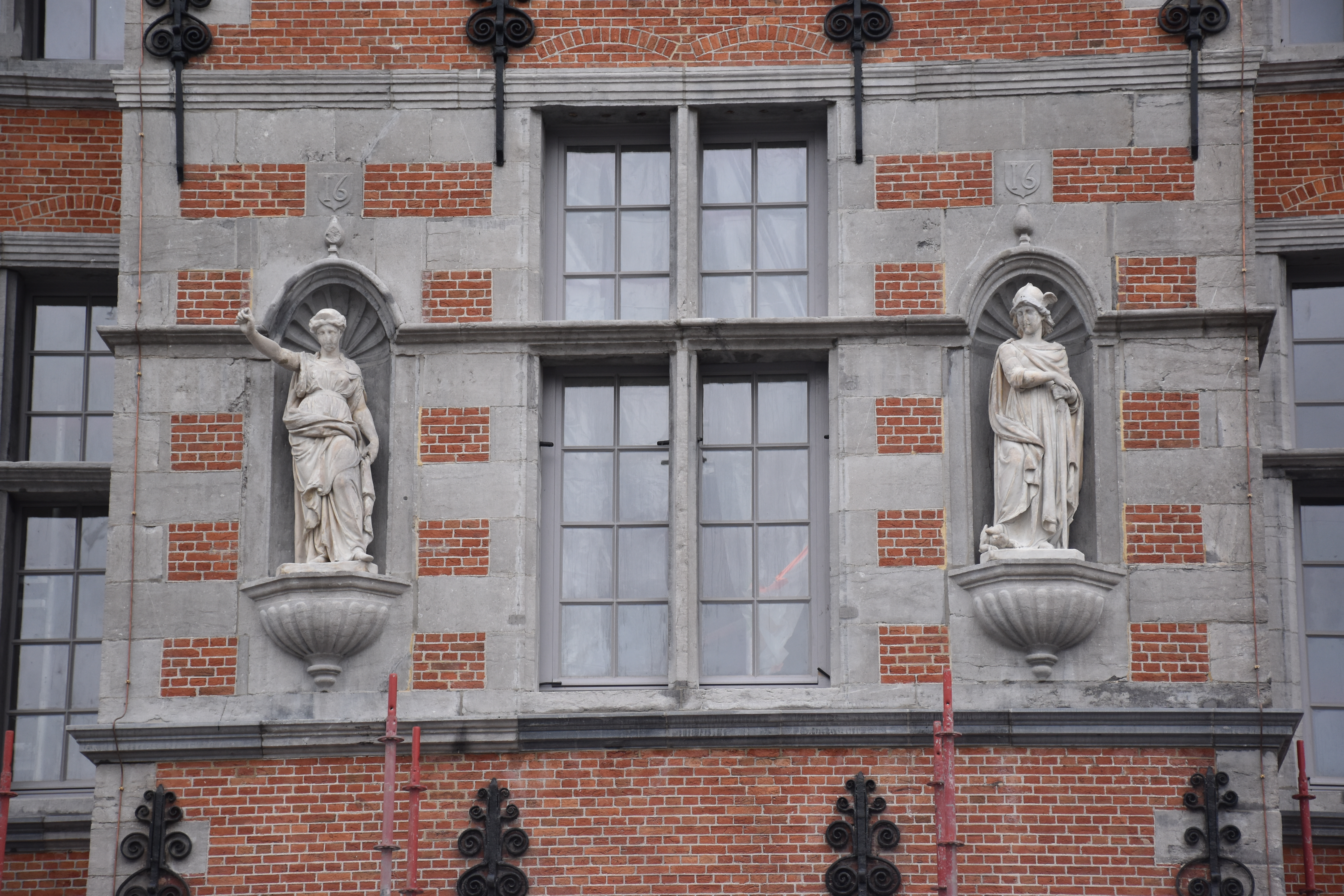
De beelden Waarheid en Rechtvaardigheid op de pui van het Halse stadhuis

het middenportaal heeft een accoladeboog die steunt op twee consoles of draagstenen: een aap en een hond. Een gedenkplaat in de zijgevel aan de kant van de Basiliekstraat herinnert aan het verblijf van Hendrik Conscience in Halle.

## Divers
- De driehoekige of eivormige Grote Markt van Halle is een letterlijke afspiegeling van het systeem van het ancien régime waarin kerk en staat samengingen: aan het ene uiteinde bevindt zich het (vroegere) stadhuis, aan het andere de kerk.
- Sinds 2020 is het toerismekantoor van de stad Halle gevestigd op de benedenverdieping.